# Chu Mu-Yen
Chu Mu-yen o Chu Mu-Yen (en xinès tradicional: 朱木炎; pinyin: Zhū Mùyán) (República de la Xina 1982) és un taekwondista taiwandès, guanyador de dues medalles olímpiques.

## Biografia
Va néixer en un lloc indeterminat de la República de la Xina el dia 14 de març de 1982.

## Carrera esportiva
Va participar, als 22 anys, en els Jocs Olímpics d'Estiu de 2004 realitzats a Atenes (Grècia), on va aconseguir guanyar la medalla d'or en la categoria masculina de pes mosca (-58 kg) al derrotar en la final el mexicà Óscar Salazar. En els Jocs Olímpics d'Estiu de 2008 realitzats a Pequín (República Popular de la Xina) aconseguí guanyar la medalla de bronze en aquesta mateixa categoria.
Al llarg de la seva carrera ha guanyat tres medalles en el Campionat del Món de taekwondo, una d'elles d'or; una medalla d'or en la Universíada i dues medalles en els Jocs Asiàtics.